# Жиґльонд
Жиґльонд (пол. Żygląd, нім. Zeigland) — село в Польщі, у гміні Папово-Біскупи Хелмінського повіту Куявсько-Поморського воєводства.
Населення — 296 осіб (2011).
У 1975-1998 роках село належало до Торунського воєводства.

## Демографія
Демографічна структура станом на 31 березня 2011 року:
|          | Загалом | Допрацездатний вік | Працездатний вік | Постпрацездатний вік |
| -------- | ------- | ------------------ | ---------------- | -------------------- |
| Чоловіки | 151     | 33                 | 109              | 9                    |
| Жінки    | 145     | 38                 | 84               | 23                   |
| Разом    | 296     | 71                 | 193              | 32                   |